# Cynorkis ridleyi
Cynorkis ridleyi är en orkidéart som beskrevs av Théophile Alexis Durand och Schinz. Cynorkis ridleyi ingår i släktet Cynorkis, och familjen orkidéer. Inga underarter finns listade i Catalogue of Life.